# Zosterops mayottensis
Zosterops mayottensis е вид птица от семейство Zosteropidae.

## Разпространение
Видът е разпространен в Коморските острови и Майот.